# Mykhaïlo Bilinskiy
 Mykhaïlo Bilinskiy  (en ukrainien : Михайло Іванович Білинський), né le 12 juillet 1883 à Dragove-Baryatinske, est un kontr-admiral ukrainien et combattant de la Première Guerre mondiale.

## Biographie
Il fait ses études au gymnasium n°2 de Kiev puis à l'institut Lazarev des langues orientales de Moscou.
Il entre comme cadet à la Flotte de la Baltique en 1906 sur le navire école Riga. Il est transféré ensuite sur les navires Trois Hiérarques, Panteleïmon. Libéré du service en 1911, il entre au Ministère des finances et est versé dans la réserve. Lors du déclenchement de la Première Guerre mondiale, il reprend du service et commande une compagnie dans le 2e équipage de la flotte de la Baltique.

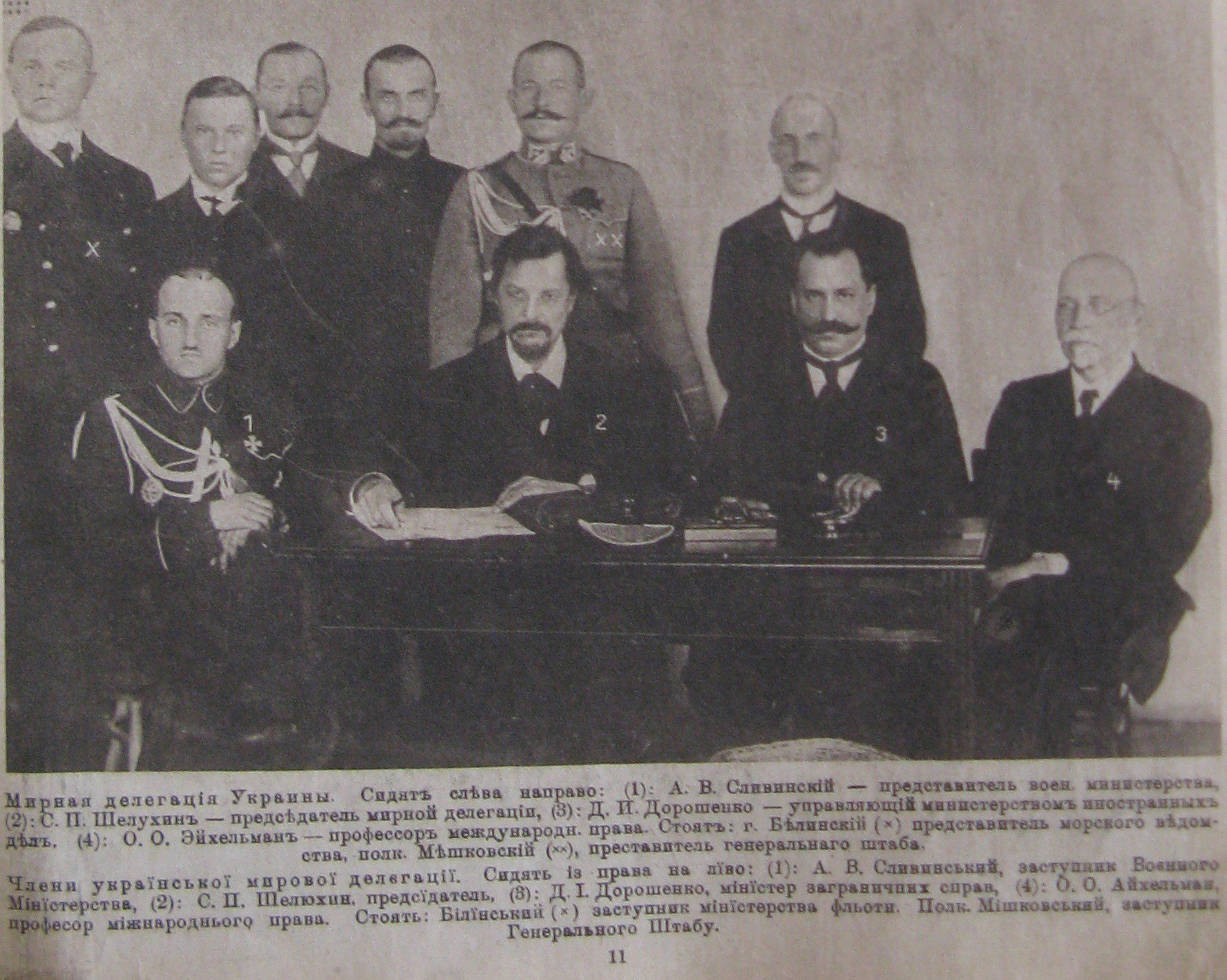
Délégation ukrainienne pour le traité de Paix, 1918. Assis depuis la gauche : Slivinskyi, Cheloukhin, Doroshenko, Eichelmann. Debout depuis la gauche : Bilinskiy (X) et Mishkovskyi (XX).

Lors de la révolution russe il retourne en Ukraine et devient directeur des affaires maritimes pour le Parti ukrainien des socialistes indépendantistes. Il est membre, avec Pavlo Skoropadsky de la délégation qui négocie la paix avec les soviétiques. Il rejoint ensuite le Parti ukrainien des socialistes indépendantistes et devient, en décembre 1918 ministre par intérim de la Mer. Il démissionne le 22 mai 1919 du gouvernement.
Le 10 octobre 1919, il devient Chef d'état-major de la marine de l'UNR puis à partir de mai 1920 Ministre de l'Intérieur de l'UNR. Il est un temps interné dans un camp politique polonais fin 1920 avec sa division avant de devenir membre de la Rada constituante en février 1921. Il participe ensuite à la Seconde campagne d'hiver avec la division Kiev et Iouriy Tioutiounnyk à la défense de la rivière Terets contre les troupes de Grigori Kotovski, il est blessé mais refusant de se rendre, il se suicide.